# 奇跡ゲッター ブットバース!!
『奇跡ゲッター ブットバース!!』（きせきゲッター ブットバース）は、2010年11月20日から2011年7月30日まで、TBS系列で毎週土曜19:56 - 20:54（JST）に放送されていたバラエティ番組。ハイビジョン制作。初回は2時間スペシャルとして放送された。

## 概要
ネプチューンがメインMCとなり、愉快な仲間たちと奇跡の瞬間をゲットすべく奮闘するロケバラエティー。主に、100万円のオブジェに触り続ける企画や一発屋の全盛期と現在の年収を比べる企画などが放送された。
2011年9月をもって終了の予定だったが、7月30日放送分をもって終了。

## 備考
- 2011年3月12日放送予定回は前日に発生した東日本大震災による報道特番で休止、翌週放送を予定していた「キングオブチェアー」を5月5日の『スパモク!!』（一部ネット局を除く）枠での放送に回し、予定より1週遅れて3月19日に放送となった。（こちらは前に放送していた『飛び出せ!科学くん』と同様で、次の回にあたる4月2日放送回に番組自体がそれまでのパフォーマンスショーから別の内容にリニューアルする内容で変更するのが要因である。）

## 出演者

### 司会
- ネプチューン（名倉潤・原田泰造・堀内健）

### 進行アナウンサー
- 高野貴裕（TBSアナウンサー）

### 主な出演者
- ロッチ（コカドケンタロウ・中岡創一）
- 柏木由紀（AKB48）（番組末期は出演回数が少なくなった。）
- TKO（木本武宏・木下隆行）
- VERBAL（番組末期は出演回数が少なくなった。）
- 仲間リサ（同上。）
- マリエ

公式HPにはレギュラーとして記載されていないが多くの回に出演しており、2011年1月22日の新春SPの際にはレギュラーメンバーとして紹介された。

## ネット局
| 放送対象地域   | 放送局                   | 系列    | 放送日時                 |
| -------------- | ------------------------ | ------- | ------------------------ |
| 関東広域圏     | TBSテレビ (TBS)          | TBS系列 | 土曜 19時56分 - 20時54分 |
| 北海道         | 北海道放送 (HBC)         | TBS系列 | 土曜 19時56分 - 20時54分 |
| 青森県         | 青森テレビ (ATV)         | TBS系列 | 土曜 19時56分 - 20時54分 |
| 岩手県         | IBC岩手放送 (IBC)        | TBS系列 | 土曜 19時56分 - 20時54分 |
| 宮城県         | 東北放送 (TBC)           | TBS系列 | 土曜 19時56分 - 20時54分 |
| 山形県         | テレビユー山形 (TUY)     | TBS系列 | 土曜 19時56分 - 20時54分 |
| 福島県         | テレビユー福島 (TUF)     | TBS系列 | 土曜 19時56分 - 20時54分 |
| 山梨県         | テレビ山梨 (UTY)         | TBS系列 | 土曜 19時56分 - 20時54分 |
| 新潟県         | 新潟放送 (BSN)           | TBS系列 | 土曜 19時56分 - 20時54分 |
| 長野県         | 信越放送 (SBC)           | TBS系列 | 土曜 19時56分 - 20時54分 |
| 静岡県         | 静岡放送 (SBS)           | TBS系列 | 土曜 19時56分 - 20時54分 |
| 富山県         | チューリップテレビ (TUT) | TBS系列 | 土曜 19時56分 - 20時54分 |
| 石川県         | 北陸放送 (MRO)           | TBS系列 | 土曜 19時56分 - 20時54分 |
| 中京広域圏     | 中部日本放送 (CBC)       | TBS系列 | 土曜 19時56分 - 20時54分 |
| 近畿広域圏     | 毎日放送 (MBS)           | TBS系列 | 土曜 19時56分 - 20時54分 |
| 鳥取県・島根県 | 山陰放送 (BSS)           | TBS系列 | 土曜 19時56分 - 20時54分 |
| 岡山県・香川県 | 山陽放送 (RSK)           | TBS系列 | 土曜 19時56分 - 20時54分 |
| 広島県         | 中国放送 (RCC)           | TBS系列 | 土曜 19時56分 - 20時54分 |
| 山口県         | テレビ山口 (tys)         | TBS系列 | 土曜 19時56分 - 20時54分 |
| 愛媛県         | あいテレビ (ITV)         | TBS系列 | 土曜 19時56分 - 20時54分 |
| 高知県         | テレビ高知 (KUTV)        | TBS系列 | 土曜 19時56分 - 20時54分 |
| 福岡県         | RKB毎日放送(RKB)         | TBS系列 | 土曜 19時56分 - 20時54分 |
| 長崎県         | 長崎放送 (NBC)           | TBS系列 | 土曜 19時56分 - 20時54分 |
| 熊本県         | 熊本放送 (RKK)           | TBS系列 | 土曜 19時56分 - 20時54分 |
| 大分県         | 大分放送 (OBS)           | TBS系列 | 土曜 19時56分 - 20時54分 |
| 宮崎県         | 宮崎放送 (MRT)           | TBS系列 | 土曜 19時56分 - 20時54分 |
| 鹿児島県       | 南日本放送 (MBC)         | TBS系列 | 土曜 19時56分 - 20時54分 |
| 沖縄県         | 琉球放送 (RBC)           | TBS系列 | 土曜 19時56分 - 20時54分 |

## スタッフ
- 構成：都築浩、オークラ、大井洋一、北本かつら、藤谷弥生、田中到、長谷川大雲、成瀬正人
- ナレーション：服部潤、山上智、ギターウルフ セイジ
- TM：金澤健一
- TD：山下直
- カメラ：廣田雅之
- VE：水谷享介
- 音声：相馬敦
- 照明：林明仁
- 編集：田村啓一郎、寺内太郎
- MA：並木丈治、廣澤裕子
- 音効：石川良則、佐藤賢治
- ロケ技術：石毛雄己、目野智子
- 美術プロデューサー：西條貴子
- 美術デザイン：太田卓志、桝本瑠璃
- 美術制作：清水久、塩川満樹
- 装置：高野勝之
- 操作：牧ヶ谷純二
- 電飾：西田和正、森田光俊
- メカシステム：濱口利行
- 特殊装置：高橋出
- アクリル装飾：渡辺卓也
- 装飾：古川明音、篠原直樹
- メイク：後藤満紀子
- 衣装：岡崎貴子
- 持道具：貞中照美
- CG：松下剛士
- 技術協力：東通、TAMCO、SPOT、スウィッシュジャパン、東京オフラインセンター
- TK：飛田亜也
- デスク：渡辺香織
- 編成：宮尾毅
- 宣伝：磯崎裕啓
- リサーチ：喜多あおい
- AD：大内優介、高橋啓太郎、福留康弘、唐川英明、西田千明、早川明秀、後藤紗矢香、松本悠希、橋本侑佳、間瀬裕介
- AP：井上あつし、野村紘子、出浦寿恵
- ディレクター：岡宗秀吾、中澤智有、首藤光典、大場剛、塩谷泰孝、酒井甚哉、八木信人、大谷真純、松本博樹、今村光宏
- チーフディレクター：井手比左士
- プロデューサー：平田さおり、御法川隼斗、早瀬志都加（極東電視台）
- チーフプロデューサー・総合演出：合田隆信
- 制作協力：極東電視台、ワタナベエンターテインメント
- 製作著作：TBS

| TBS系列 土曜20時台                                                 | TBS系列 土曜20時台                                     | TBS系列 土曜20時台                                          |
| 前番組                                                             | 番組名                                                 | 次番組                                                      |
| ------------------------------------------------------------------ | ------------------------------------------------------ | ----------------------------------------------------------- |
| ハンマーセッション! ※ここまでドラマ ↓ 単発特番& 世界女子バレー中継 | 奇跡ゲッター ブットバース!! （2010年11月 - 2011年7月） | 単発特番 ↓ 夢!どうぶつ大図鑑 （2011年10月 - 2012年3月17日） |